# 誠毅広場駅
誠毅広場駅（せいきひろばえき、閩南語:Sîng-gī Kóng-tiûⁿ tsām）は、中華人民共和国福建省廈門市集美区海翔大道と誠毅大街の交差点にある、廈門軌道交通1号線の駅である。

## 歴史
- 2017年12月31日1号線の駅として開業。

## 駅構造
誠毅広場駅は地下駅である。
地下1階はホールとなっており、地下2階にホームがある。なお、本駅のホームは島式ホームである。

### のりば
| 番線 | 路線              | 方面                                        | 行先        |
| ---- | ----------------- | ------------------------------------------- | ----------- |
|      | 廈門軌道交通1号線 | 集美軟件園・集美大道・天水路・廈門北駅 方面 | 岩内 行き   |
|      | 廈門軌道交通1号線 | 文竈・将軍祠・中山公園・鎮海路 方面         | 鎮海路 行き |

## 隣の駅
廈門軌道交通
■1号線
官任駅 - 誠毅広場駅 - 集美軟件園駅